# Hugh Hodgson

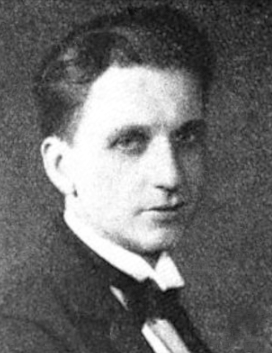

Hugh Hodgson (* 1. April 1893 in Athens/Georgia; † 12. August 1969) war ein US-amerikanischer Musikpädagoge, Pianist, Dirigent und Komponist.

## Leben
Hodgson hatte den ersten Klavierunterricht bei seiner Schwester Mabel Hodgson Gamble, die in Berlin bei Varette Stepanoff studiert hatte und gewann fünfzehnjährig einen Wettbewerb der Georgia High School Association. Nach dem Abschluss der Highschool 1908 ging er gleichfalls nach Berlin, wo er Klavier bei Varette Stepanoff und Komposition bei Ralph Leopold studierte. Von 1910 bis 1915 studierte er an der University of Georgia. In dieser Zeit spielte er Klarinette in einer Militärband und gab Recitals in seiner Heimatregion. Bei zwei Berlinreisen setzte er seine musikalische Ausbildung fort. 1915 gab er in New York ein Recital mit Belle Gottschalk, einer Nichte von Louis Moreau Gottschalk. 
Nach Absshluss des Studiums an der University of Georgia ging er nach New York. Dort studierte er Mathematik an der Columbia University, Orgel an der Giulmant Organ School bei William C. Carl und Komposition bei Rubin Goldmark. 1925 wurde er in seiner Heimatstadt musikalischer Leiter des Lucy Cobb Institute und in Atlanta Organist an der Second Baptist Church. 1928 übernahm er die Position des Organisten und Chorleiters an der St. Luke’s Episcopal Church, die er bis 1969 innehatte.
Der Kanzler der University of Georgia, Charles Mercer Snelling, der eine Fakultät für Schöne Künste und Musik zu etablieren gedachte, berief Hodgson 1928 zum ersten Professor für Musik an dieser Universität. Er unterrichtete Klavier, Musiktheorie, -geschichte  und -kritik und veranstaltete 32 Jahre lang wöchentliche Music Apreciation  Hours, bei denen Musikwerke aufgeführt, analysiert und diskutiert wurden. Von 1928 bis 1942 leitete er den Man’s Glee Club der Universität, von 1941 bis 1950 das University Little Symphony Orchestra. 1938 gründete er ein Kammermusikfestival, das bis 1960 regelmäßig stattfand. Ein 1951 von ihm initiiertes Hochschulmusikfestival ermöglichte es Studenten, auch mit größeren Ensembles aufzutreten.
Im Auftrag der Association of American Colleges organisierte Hodgson von 1940 bis 1946 Konzerte und gab Meisterklassen an Colleges und Universitäten in achten Staaten der USA Eine weitere Konzertreihe, die bis 1958 fortgesetzt wurde, veranstaltete er ab 1940 für die University of Georgia und mehrere andere Colleges des Staates. Am Standort Atlanta der Universität (heute Georgia State University) beteiligte er sich 1947 an der Gründung eines Musikdepartments.
Als Pianist und Dirigent gab Hodgson in seiner Laufbahn um die 1200 Konzerte. 1943 spielte er in Chicago mit dem Roth Quartet die amerikanische Erstaufführung von Dmitri Schostakowitschs Klavierquintett. Sein eigenes kompositorisches Werk umfasst Chor- und Klavierwerke, ein Klaviertrio, ein Klavierkonzert und eine Ballettmusik. 1960 zog er sich vom Lehrbetrieb an der Hochschule zurück, gab aber weiter privaten Unterricht und behielt seine Stelle an der St. Luke’s Episcopal Church. In seiner Heimatstadt wurde der Hodgson-Dodd Park nach ihm und dem Maler Lamar Dodd benannt.